# 三宅驥一
三宅 驥一（みやけ きいち、1876年11月11日 - 1964年3月30日）は、兵庫県出身の植物学者。理学博士（東京帝国大学）。
1889年に同志社普通学校に入学し、1893年に卒業、波理須理科学校に進む。1896年に同校を卒業するも、その翌年財政難により廃校に至る。三宅はその存続を図るべく尽力したが実現せず、やむなく同志社を去り、1897年に東京帝国大学理科植物学科選科に入学した。選科修了後コーネル大学に学び、博士号を取得、さらにボン大学で研究を続ける。帰国後、同志社普通学校講師を経て、1906年に東京帝国大学農科大学講師に就任する。助教授、教授になり、1937年に定年により退職した。
日本水産学会会長、日本遺伝学会会長、同志社校友会第9代会長を務めた。